# 36.ª Divisão de Infantaria (Alemanha)
A 36ª Divisão de infantaria (em alemão:36. Infanterie-Division) foi uma unidade militar que serviu no Exército alemão durante a Segunda Guerra Mundial. Foi reorganizada como uma unidade motorizada no dia 1 de novembro de 1940. No mês de junho de 1943 a unidade foi desmotorizada e voltou a ser apenas uma unidade de infantaria e reforçada com o Divisions-Gruppe 268, unidade proveniente da 268ª Divisão de Infantaria. A divisão foi destruída em Bobruysk no mês de junho de 1944 durante a ofensiva de verão do Exército Soviético. Foi reformada no dia 3 de agosto de 1944 como 36. Grenadier-Division e em seguida para 36. Volksgrenadier-Division.

## Comandantes
| Comandante                           | Data                                          |
| 36ª Divisão de Infantaria            | 36ª Divisão de Infantaria                     |
| ------------------------------------ | --------------------------------------------- |
| Generaloberst Georg Lindemann        | 6 de outubro de 1936 - 25 de outubro de 1940  |
| 36ª Divisão de Infantaria Motorizada |                                               |
| Generalleutnant Otto Ottenbacher     | 25 de outubro de 1940 - 15 de outubro de 1941 |
| General der Infanterie Hans Gollnick | 15 de outubro de 1941 - ? de junho de 1943    |
| 36ª Divisão de Infantaria            |                                               |
| General der Infanterie Hans Gollnick | ? de junho de 1943 - 1 de agosto de 1943      |
| Generalleutnant Rudolf Stegmann      | 1 de agosto de 1943 - 10 de agosto de 1943    |
| Generalmajor Gottfried Fröhlich      | 10 de agosto de 1943 - 20 de setembro de 1943 |
| Generalleutnant Rudolf Stegmann      | 20 de setembro de 1943 - 1 de janeiro de 1944 |
| Generalmajor Horst Kadgien           | 1 de janeiro de 1944 - 17 de janeiro de 1944  |
| Generalleutnant Egon von Neindorff   | 17 de janeiro de 1944 - 19 de janeiro de 1944 |
| Generalmajor Alexander Conrady       | 19 de janeiro de 1944 - 1 de julho de 1944    |
| 36. Grenadier-Division               |                                               |
| Generalmajor August Wellm            | 1 de agosto de 1944 - 9 de outubro de 1944    |
| 36. Volksgrenadier-Division          |                                               |
| Generalmajor August Wellm            | 9 de outubro de 1944 - ? de março de 1945     |
| Generalmajor Helmut Kleikamp         | ? de março de 1945 - 8 de maio de 1945        |

## Área de operações
| Frente Ocidental               | setembro de 1939 - maio de 1940)  |
| França                         | outubro de 1940 - junho de 1941   |
| Frente Ocidental, setor norte  | junho de 1941 - julho de 1942     |
| Frente Oriental, setor central | julho de 1942 - junho de 1943     |
| França                         | maio de 1940 - outubro de 1940)   |
| Frente Ocidental               | junho de 1943 - julho de 1944)    |
| França                         | agosto de 1944 - outubro de 1944  |
| França                         | outubro de 1944 - janeiro de 1945 |
| Sul da Alemanha                | janeiro de 1945 - maio de 1945    |